# Raul Boesel
Raul de Mesquita Boesel, född 4 december 1957 i Curitiba, är en brasiliansk racerförare. 

## Racingkarriär
Boesel kom från en välbärgad familj där hans bror var framstående inom hästhoppning och tanken var att han skulle följa i sin brors fotspår. Han studerade till ingenjör men hoppade av den utbildningen och började istället med racing i standardbilar. 1980 flyttade Boesel till Storbritannien och började tävla i Formel Ford 1600. Året efter körde han i formel 3 och kom då trea i det brittiska mästerskapet med Murray Taylor Racing.
I november 1981 testade han för McLaren och 1982 debuterade han i formel 1 för March. Säsongen blev ingen succé och inför den följande säsongen bytte han till Ligier. Det stallet var dåligt finansierat men Boesel sponsrades av kaffebolaget Cafe do Brasil. Det blev dock en dålig säsong för Ligier och i slutet av året lämnade Boesel stallet och åkte till USA där han tävlade i CART för Dick Simon Racing. Han blev ganska framgångsrik där och vann flera race under en lång karriär.
Racerbanan i hans hemstad, Aútodromo Internacional de Curitiba, är uppkallad efter honom och heter även Aútodromo Raul Boesel.

## F1-karriär
| Säsong | Stall/Tillverkare | Poäng | Placering |
| ------ | ----------------- | ----- | --------- |
| 1982   | March-Ford        | 0     | –         |
| 1983   | Ligier-Ford       | 0     | –         |